# Sør-Østerdal tingrett
Sør-Østerdal tingrett is een tingrett (kantongerecht) in de Noorse fylke Innlandet. Het gerecht is gevestigd in Elverum. Het gerechtsgebied omvat de gemeenten Elverum, Åmot, Trysil, Våler en Åsnes. Sør-Østerdal maakt deel uit van het ressort van Eidsivating lagmannsrett. In zaken waarbij beroep is ingesteld tegen een uitspraak van Sør-Østerdal zal de zitting van het lagmannsrett meestal worden gehouden in Hamar.